# ピーター・ラモス
ピーター・ラモス（Peter Ramos）ことピーター・ジョン・ラモス・フエンテス（Peter John Ramos Fuentes、1985年5月23日 - ）は、プエルトリコのプロバスケットボール選手である。スペイン男子プロバスケットボールリーグ1部リーガACBのフエンラブラダに所属している。ファヤルド出身。ポジションはセンター。222cm、125kg

## NBAでの経歴
地元でストリートボールに熱中し、15歳で2mを超えていたラモスは国内リーグでプレー。
2004年にはNBAのワシントン・ウィザーズにドラフト32位指名を受け入団。しかしほとんどを故障者リストで過ごし、6試合出場11得点4リバウンドにとどまった。
2005年はNBADLのロアノーク・ダズルでプレー。シーズン途中でウィザーズに復帰。
2006年はNBADLのアイダホ・スタンピードに所属。
2007年、帰国し国内リーグ復帰。
2007-2008年はスペイン男子プロバスケットボールリーグ1部リーガACBのフエンラブラダに移籍。

シーズン途中の2008年に再び国内リーグに復帰し、2008-09年は再びスペインのフエンラブラダに所属してプレイしている。

## プエルトリコ代表
2003年よりプエルトリコナショナルチームに選ばれ、アテネ五輪及び2006年世界選手権に出場した。
2006年世界選手権代表のうちNBA所属はラモスとカルロス・アローヨの2人であった。